# Tenuiphantes herbicola
Tenuiphantes herbicola är en spindelart som först beskrevs av Simon 1884.  Tenuiphantes herbicola ingår i släktet Tenuiphantes och familjen täckvävarspindlar. Inga underarter finns listade i Catalogue of Life.